# Cryptodifflugia collum
Cryptodifflugia collum is een soort in de taxonomische indeling van de Amoebozoa. Deze micro-organismen hebben geen vaste vorm en hebben schijnvoetjes. Met deze schijnvoetjes kunnen ze voortbewegen en zich voeden. Het organisme komt uit het geslacht Cryptodifflugia en behoort tot de familie Cryptodifflugiidae. Cryptodifflugia collum werd in 1971 ontdekt door Chardez.